# Sinntal
Sinntal è un comune tedesco di 8 840 abitanti situato nel land dell'Assia.
Nella frazione di Sterbfritz nasce il fiume Kinzig, affluente del Meno.